# Has Anybody Seen My Girl? (Five Foot Two, Eyes of Blue)
 (avril 2023).
Clip vidéo
[vidéo] « Spike Jones - Five Foot Two Eyes of Blue », sur YouTube
[vidéo] « Frank Sinatra - Five Foot Two Eyes of Blue », sur YouTube
[vidéo] « The Great Gatsby Charleston Swing Party - DJ Electro Swingable Mix », sur YouTube
Has Anybody Seen My Girl? ou Five Foot Two, Eyes of Blue (Quelqu'un a-t-il vu ma fille?, ou 1,57 m, yeux bleus, en anglais) est un standard de jazz ragtime charleston des années 1920, enregistré en 1925 par Sam Lanin (en) chez Banner Records (en) à New York.

## Histoire
Les origines de ce standard de jazz américain des Roaring Twenties (années vrombissantes ou années rugissantes) des années 1920 sont inconnues. La musique est inspirée du ragtime, du jazz Nouvelle-Orléans, et du Early Jazz en vogue des années 1910, et de l'invention du charleston, avec le premier titre The Charleston (en) de 1923. La version adaptée du groupe de jazz The California Ramblers (en) de 1925 est composée par Ray Henderson, avec des paroles de Sam M. Lewis (en) et Joe Young (en) « 1,57 m, yeux bleus, quelqu'un a-t-il vu ma fille, maintenant, si vous tombez sur un mètre soixante-dix couvert de fourrure, bague en diamant et toutes ces choses, je parie ta vie que ce n'était pas elle, pourrait-elle aimer, pourrait-elle roucouler, pourrait-elle courtiser?... ».

## Reprises et adaptations
Ce tube est repris par de nombreux artistes dont Gene Austin (1926), Dean Martin, Guy Lombardo, Spike Jones (1950), Bing Crosby (1962), Louis Prima, Frank Sinatra, Liberace et Le Muppet Show (1979)...

## Au cinéma
- 1952 : Qui donc a vu ma belle ?, de Douglas Sirk
- 1974 : Gatsby le Magnifique, de Jack Clayton, avec Robert Redford.